# Comtat d'Aarberg
El comtat d'Aarberg fou una jurisdicció feudal del Sacre Imperi Romanogermànic que va existir als segles xiii i xiv.
La vila formava part del districte suís de Seeland amb Cerlier, Nidau i Büren, i al lloc hi fou construïda una fortalesa sobre una illa vers 1027 pel duc de Suàbia Ernest II durant la guerra contra el seu sogre Conrad II el Sàlic.
A finals del segle XII Ulric III, comte de Neuchatel i de Fenis (1164-1209), fill i successor de Rodolf II de Neuchatel, va adquirir per matrimoni la senyoria del territori que li va aportar la seva segona esposa Berta dita de Samària (la primera fou Ermengarda de Neuburg). A la seva mort el 1209 va deixar la senyoria d'Aarnberg amb títol comtal al seu segon fill Ulric IV; el seu germà Rofolf III va succeir als comtats de Neuchatel i Valangin; un tercer germà, Bertold, fou bisbe de Lausana.
Ulric I de Aarberg (a vegades esmentat com a Ulric IV de Neuchatel) va heretar la senyoria de Valangin i fou comte de Aarberg (1209-1245). Per consolidar el domini de la zona va fundar entre 1220 i 1225 la ciutat d'Arrberg en una illa on ja existia una fortificació, com a posició central que gaudia d'un estratègic pont. Es va casar en primeres noces (1202) amb Iolanda de Friburg (+ 1217, filla d'Egon de Furstenberg i neboda de Bertold V de Zähringen) i vers 1222 ens segones noces, amb Varenne de Nidau (filla de Lluís de Neuchatel, comte al castell de Nidau), que era cosina seva. Va deixar diversos fills: de la primera esposa a Ulric II que el va succeir; i de la segona a Rodolf, senyor del castell de Nidau; Otó, prebost dels canonges de Soleure: Enric, batlle de Bienne i després bisbe de Basilea (amb el nom d'Einrich III de Neuenburg-Erguel); Iolanda, casada amb Lluís de Chalon (fill d'Otó I senyor de Grandson); i quatre filles més, una casada amb Diethlem comte de Toggenburg, una de nom Adelaida casada amb Ulric, senyor de Regensberg i de Gruiningen, una tercera casada amb Burcard marquès d'Hochberg, i la darrera casada amb Albert de Falkenstein.
La ciutat d'Aarberg es va desenvolupar a partir del 1271 sota Ulric II d'Aarberg, comte d'Aarberg, senyor de Valangin, de Willisau i d'Arconcié (1245-1276), que li va donar franquícies i certs drets com el nomenament de l'advocat o castellà, el mestre d'escola, el guardià de la porta i l'uixer. Va millorar el pont i va construir també un segon pont donant les franquícies com a pagament pels treballs que hi van fer els habitants. Va deixar quatre fills: Guillem, el seu successor; Conrad, mort abans que el seu pare deixant tres fills (Joan, senyor de Valangin, Ulric i Teodoric o Dieteric); Vautier; i Jordana (esposa d'Amadeu I de Neuchatel.
Guillem comte d'Aarberg (1276-1323) va signar el 1278 un tractat amb Enric batlle de Bienne i després bisbe de Basilea, que era el seu oncle, i els burgesos de Neuchatel. Fou el pare del seu successor Pere. Es va aliar a Berne, i quan Guillem va entrar en guerra contra el seu fill Pere i fou fet presoner, fou alliberat mercès als bernesos.
Pere, comte d'Aarberg (1323-1376) va prendre part en la batalla de Laupen (a l'anomenada guerra de Laupen) el 21 de juny de 1339 entre les tropes de l'Emperador Lluís IV de Baviera i el cantó de Berna. Les terres d'Aarberg foren assolades pels bernesos i Pere es va aliar al seu cosí Girard d'Aarberg-Valangin. Victoriós en la batalla en la qual Girard d'Aarberg-Valangin va perdre la vida, Pere va retornar a Aarberg emportant-se un notable botí. Com que els bernesos no el van poder desallotjar van devastar la rodalia d'Aarberg. Des de 1358 el comte passava dificultats econòmiques i va buscar algú per vendre la ciutat però diversos intents no van reeixir; va contreure la lepra i va decidir vendre el comtat a la ciutat de Berna que abans havia combatut, i va morir (1379) residint fora de la ciutat (per la idea que la lepra es contagiava). El drets comtals van passar a la casa de Valangin en la persona de Jean II d'Aarberg-Valangin. Entre 1376 i 1379 el castell fou abandonat pels batlles que van anar a residir a Berna. El 1379 la senyoria d'Aarnsberg va quedar incorporada a Berna.

## Llista de comtes
- Ulric I 1209-1245
- Ulric II 1245-1276
- Guillem, 1276-1323
- Pere, 1323-1376/1379